# エタ・ジェイムズ
- エタ・ジェイムズ
- エタ・ジェイムス
- エタ・ジェームス

エタ・ジェイムズ（Etta James、1938年1月25日 - 2012年1月20日）は、アメリカ合衆国のブルース、R&Bシンガー。出生時の名前は、ジェイムセッタ・ホーキンズ（Jamesetta Hawkins）。60年代から70年代にかけてチェス・レコードに在籍し、"Tell Mama"など多くのヒットを生んだ。
「ローリング・ストーンの選ぶ歴史上最も偉大な100人のシンガー」において第22位。

## 生涯
1938年1月25日、カリフォルニア州ロサンゼルスにて、アフリカ系アメリカ人の母親のもとに生まれ、祖父母に育てられた。幼い頃からバプテスト教会に通い、ゴスペルの合唱団に所属していた。12歳の頃、母親とともにサンフランシスコ移住したエタは、間もなく友人の女性二人とボーカル・グループを結成。彼女が14歳のとき、このグループはバンドリーダーとして有名なジョニー・オーティスを彼のライヴの後ホテルの部屋へ訪ね、その場でオーディションを受ける。このとき歌ったのがハンク・バラード&ザ・ミッドナイターズの"Work With Me Annie"のアンサー・ソングという位置づけの"Roll With Me Henry"だった。オーティスはこの曲を気に入り、彼の口利きでエタはロサンゼルスのモダン・レコードと契約することとなった。
1954年、同レーベルでの初セッションでこの曲をレコーディングしたが、曲名は性的なものを連想させるという理由から、"The Wallflower"へと変更された。この曲は翌1955年にリリースされ、R&Bチャートのトップを記録する。モダンからは、この他"Good Rockin' Daddy"（同チャート6位）というヒットも生まれた。
1960年、チェス・レコードと契約。ここでは、レーベルが倒産する1976年までの長きに渡って在籍し、エタはキャリアの中で最大の成功を収めることとなった。初期は、同レーベル傘下のアーゴからレコードをリリースした。"At Last"（1961年）はR&Bチャート2位を記録するヒットとなり、彼女の代表曲のひとつとなった。この曲に象徴されるように、当時のエタはポップス色を売りにしていた感があるが、1964年のライヴ・アルバムRocks The Houseでは荒々しくブルースをシャウトする一面も見せている。また、このアーゴ時代には当時ムーングロウズのメンバーだったハーヴィー・フークワとのデュオでも"If I Can't Have You"などの楽曲を残した。
チェス中期になると、同じくレーベル傘下のカデットへ移り、マッスルショールズのフェイム・スタジオでレコーディングされた「Tell Mama」、「アイド・ラザー・ゴー・ブラインド」などのソウル色のナンバーをリリースした。
チェスの倒産後は、MCA、ファンタジーなど複数のレーベルから作品を出し続けるものの、彼女のキャリアの中では印象が薄い。しかしながら、1988年のSeven Year Itchあたりから、再びじわじわと存在感を示すようになった。1992年 のThe Right Timeでは元アトランティック・レコードのプロデューサー、ジェリー・ウェクスラーを迎え、力強いR&Bサウンドを披露。一方、続くMystery Ladyでは一転ジャジーなムードでビリー・ホリデイのナンバーを歌うという懐の深さをみせた。同作では、グラミーのベスト・ジャズ・ボーカル賞を受賞、以後2003年、2004年にもブルース部門で受賞している。1993年には、ロックの殿堂入りも果たした。

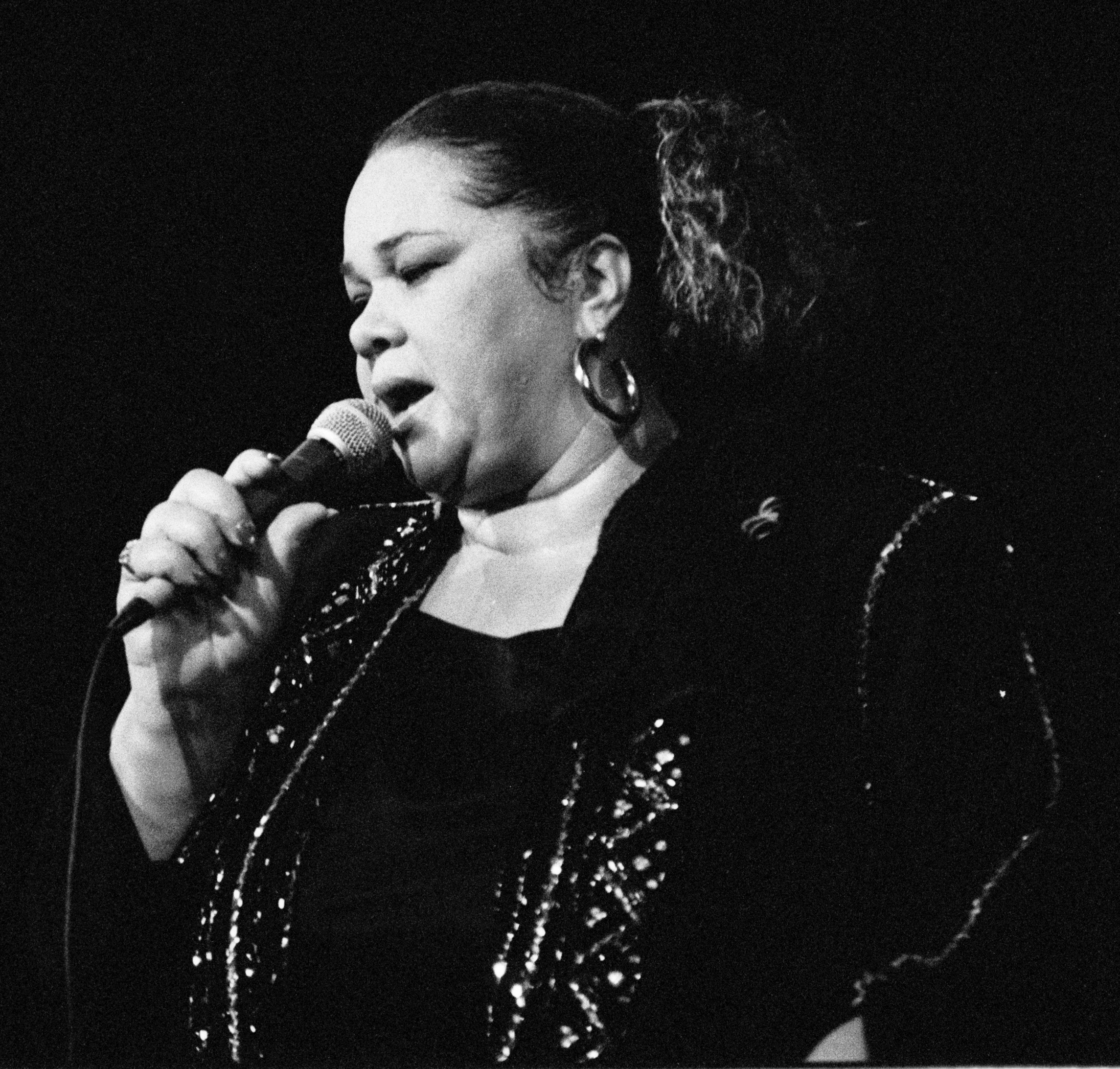
1990年撮影

順調に作品のリリースを重ねたエタだったが、キャリアの初期の段階から麻薬中毒と闘ってきたことは広く知られている。また90年代以降、極度な肥満にも悩まされた。自ら歩くこともままならない状態となり、ステージにも電動カートに乗って登場するようになった。2003年、エタは治療のため胃のバイパス手術を受け、90キロ以上の減量に成功した。
その後もBlues to the Bone（2004年）、All the Way（2006年）とアルバムをリリース。
2008年12月に全米で公開されたチェス・レコードを題材にした映画『キャデラック・レコード 音楽でアメリカを変えた人々の物語』では、エタ役をビヨンセが演じている。
1992年に東京ドームで開催されたプレイボーイ・ジャズ・フェスティバル出演のために日本を訪れた。

## 引退〜死
2011年1月、エタの体調が悪化し、夫が彼女の資産を管理下に置くために法的手続きに入っていることが伝えられた。報道によると、エタは認知症が進行し、白血病も患っているとされた。同年8月には死亡が伝えられたものの誤報と判明。
2011年10月、エタは新譜『The Dreamer』をリリース。この作品をもって引退することを表明した。
2012年1月20日、病気療養中だったエタは、74歳の誕生日を目前にしてカリフォルニア州リバーサイドの病院で亡くなった。マネージャーによると、死因は白血病の合併症だった。

## ディスコグラフィ
- 2005年  The Complete Modern and Kent Recordings (Ace)
- 1960年  At Last! (Argo)
- 1961年  The Second Time Around (Argo)
- 1962年  Sings for Lovers (Argo)
- 1963年  Top Ten (Argo)
- 1964年  Rocks the House (Argo)
- 1965年  The Queen of Soul (Argo)
- 1966年  Call My Name (Cadet)
- 1968年  Tell Mama (Cadet)
- 1970年  Sings Funk (Cadet)
- 1971年  Losers Weepers (Cadet)
- 1973年  Etta James (Chess)
- 1974年  Come a Little Closer (Chess)
- 1976年  Etta Is Betta Than Evah (Chess)
- 1978年  Deep In the Night (Warner Brothers)
- 1980年  Changes (MCA)
- 1986年  Blues in the Night, Vol.1: The Early Show (Fantasy) ※エディー・クリーンヘッド・ヴィンソンとの共演
- 1986年  Late Show, Vol. 2: Live at Maria's Memory Lane Supper Club (Fantasy)※エディー・クリーンヘッド・ヴィンソンとの共演
- 1988年  Seven Year Itch (Island)
- 1990年  Stickin' to My Guns (Island)
- 1992年  The Right Time (Elektra)
- 1994年  Mystery Lady - Songs Of Billie Holiday (Private Music)（第37回グラミー賞（最優秀ジャズ・ボーカル・パフォーマンス））
- 1994年  Live from San Francisco (On the Spot)
- 1995年  Time After Time (Private Music)
- 1997年  Love's Been Rough on Me (Private Music)
- 1998年  Life, Love & the Blues (Private Music)
- 1998年  12 Songs of Christmas (Private Music)
- 1999年  The Heart of a Woman (Private Music)
- 2000年  Matriarch of the Blues (Private Music)
- 2001年  Blue Gardenia (Private Music)
- 2002年  Burnin' Down the House: Live at the House of Blues (Private Music)
- 2003年  Let's Roll (Private Music)
- 2004年  Blues to the Bone (RCA Victor)
- 2006年  All the Way (RCA Victor)
- 2011年  The Dreamer (Verve Forecast)